# ميخائيل سوسلوف
ميخائيل أندريڤيتش سوسلوڤ (بالروسية:Михаи́л Андре́евич Су́слов)، (ولد في 21 نوفمبر1902م - 25 يناير 1982م). من زعماء الحزب الشيوعي السوفيتي. وُلد سوسلوف في شاخوڤسكويه في روسيا، ودرس الاقتصاد في معهد بليخانوف بموسكو في عشرينيات القرن العشرين، وأصبح أحد زعماء الحزب الشيوعي في عام 1931م.

## في الحزب الشيوعي

سوسلوڤ وستالين يتصافحان

أصبح عضوًا في اللجنة المركزية للحزب الشيوعي في عام 1941م. عمل سوسلوف مديرًا سياسيًا سوفييتيًا في لتوانيا في الفترة من عام 1944م وحتى 1964م. وفي عامي 1949 و1950م عمل رئيسًا لتحرير صحيفة البرافدا الناطقة باسم الحزب الشيوعي. ثم عُيِّن بعد ذلك في المكتب السياسي للحزب الشيوعي السوفيتي، أهم جهاز سياسي في الحزب في عام 1952م. وعقب وفاة ستالين في عام 1953م، أُقِيل سوسلوف من المكتب السياسي، وأعيد تعيينه مرة أخرى عام 1955م. ويقال أن سوسلوف هو أحد الذين دبَّروا المؤامرة التي أدت إلى تنصيب ليونيد بريجنيف مكان نيكيتا خروتشوف في رئاسة الحزب الشيوعي عام 1964م.

## روابط خارجية
- ميخائيل سوسلوف على موقع الموسوعة البريطانية (الإنجليزية)
- ميخائيل سوسلوف على موقع مونزينجر (الألمانية)